# الأوقات تتغير (أغنية)
الأوقات تتغير (بالإنجليزية: The Times They Are a-Changin)‏ هي أغنية للمغني الأمريكي بوب ديلن. صدرت في عام 1964 ضمن ألبوم يحمل ذات العنوان. أثرت الأغنية منذ صدورها في حركات الحقوق السياسية ذلك الوقت، واستخدمت كإحدى أغنيات المظاهرات في فترة الستينات. صنفت الأغنية بالمرتبة 59 ضمن قائمة أفضل 500 أغنية على مر العصور، وفق مجلة رولنغ ستون. في عام 2020 طرحت مخطوطة الأغنية التي كتبها ديلن بخط يده، مع تعديلاته وملاحظاته للبيع مقابل 2.2 مليون دولار، مما يجعلها أحد المقتنيات الموسيقية التي تحقق رقمًا قياسيًا مماثلاً.